# Alonso Puerta
Alonso José Puerta Gutiérrez (Avilés, 24 de marzo de 1944) es un político e ingeniero español que sirvió como eurodiputado de IU entre 1987 y 2004, siendo vicepresidente del Parlamento Europeo de 1999 a 2004. Actualmente es presidente de la Fundación Indalecio Prieto.

## Ejecutoria profesional y política
Estudió en el Colegio de la Inmaculada, de Gijón, con la promoción de 1961, para obtener posteriormente el título de Ingeniero de Caminos, Canales y Puertos por la Universidad Politécnica de Madrid.
Se afilió al Partido Socialista Obrero Español en la clandestinidad en 1972 y fue elegido secretario general de la Federación Socialista Madrileña en su I Congreso en 1977.
En las elecciones generales de 15 de junio de 1977 fue elegido diputado a las Cortes Constituyentes por la Circunscripción electoral de Madrid y, en 1979, concejal del Ayuntamiento de Madrid, donde desempeñó las responsabilidades de teniente de alcalde y portavoz del Grupo Socialista hasta su expulsión del PSOE en 1981 por oponerse a la adjudicación irregular de contratas. Posteriormente fue repuesto en sus cargos por sentencia del Tribunal Supremo. 
En 1982 ingresó en el Partido de Acción Socialista (PASOC), siendo posteriormente elegido secretario general, cargo que desempeñó hasta 2001.
Participó como tal en la fundación de Izquierda Unida en 1986, siendo miembro de la Presidencia Federal.
Elegido eurodiputado en 1987, 1989, 1994 y 1999, fue vicepresidente del Parlamento Europeo y presidente del grupo parlamentario de Grupo Confederal de la Izquierda Unitaria Europea/Izquierda Verde Nórdica (GUE-NGL).
En el VII Congreso Federal del Pasoc (abril de 2001) renunció a presentarse a la reeelección en la secretaría general, cediendo el testigo a Luis Aurelio Sánchez. En ese mismo Congreso, y a propuesta del propio Puerta, los delegados votaron mayoritariamente por la salida del PASOC de Izquierda Unida. Pocos meses después abandonó el partido, si bien mantuvo su escaño en el Parlamento Europeo hasta la consumación de la legislatura, en que se retiró de la política.
De cara al referéndum español de febrero de 2005 se pronunció a favor de la Constitución europea.
En la actualidad preside la Fundación Indalecio Prieto.

### Actividad parlamentaria
- Legislatura Constituyente (PSOE)
- Diputado al Parlamento Europeo (IU)

| Predecesor: Cargo creado  | Secretario general de la FSM-PSOE 1975-1979                          | Sucesor: Joaquín Leguina      |
| Predecesor: Cargo creado  | Portavoz del Grupo Socialista en el Ayuntamiento de Madrid 1979-1981 | Sucesor: José Barrionuevo     |
| Predecesor: Modesto Seara | Secretario general del Partido de Acción Socialista 1983-2001        | Sucesor: Luis Aurelio Sánchez |

- Datos: Q2839273
- Multimedia: Alonso Puerta / Q2839273